# Saint George (Regno Unito)
Saint George (formalmente nota come Town of St. George o St. George's Town) è una città di 1 527 abitanti (2016) situata sull'omonima isola. Fu il primo insediamento permanente sulle isole Bermude, e ad oggi è il più antico centro abitato inglese delle Americhe.

## Storia
Saint George venne fondata nel 1612, tre anni dopo l'arrivo degli inglesi sull'isola, durante il viaggio di ritorno verso la Virginia, approdati sull'isola dopo uno scontro della loro nave, la Sea Venture, contro gli scogli. Erano guidati dall'ammiraglio George Somers e dal generale Thomas Gates. I sopravvissuti costruirono due nuove navi, e molti di loro proseguirono il viaggio verso Jamestown, ma la Virginia Company reclamò la proprietà dell'isola; spedì quindi un gruppo di 60 coloni a Bermuda per unirsi ai tre uomini lasciati dalla Sea Venture che, dopo un breve periodo passato sulla vicina Saint David, iniziarono a costruire Saint George, in una baia che riparasse le navi dal maltempo.

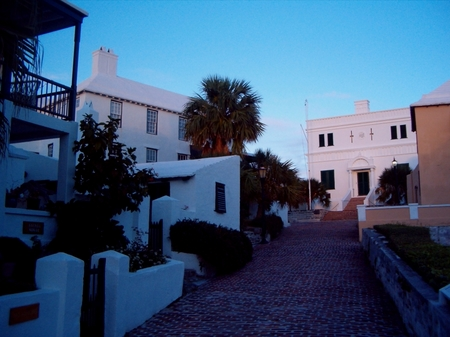
La State House, sede del parlamento di Bermuda a Saint George dal 1620 fino allo spostamento della capitale ad Hamilton nel 1815

Questa piccola città ha una discreta importanza storica. Non solo ebbe un ruolo chiave nella storia di Bermuda (fu la capitale fino al 1815), ma aiutò anche a condizionare gli Stati Uniti. Durante la Guerra d'indipendenza americana gli abitanti di Bermuda rubarono della polvere nera dai fortini che proteggevano Saint George, e la contrabbandarono attraverso Tobacco Bay (oltre la collina di Saint George) per venderla a George Washington. Probabilmente prolungarono la Guerra di secessione americana fornendo armi e viveri ai confederati.
Saint George è rimasta identica nonostante il boom economico che colpì la capitale Hamilton. Buona parte degli edifici vennero costruiti nel diciassettesimo e diciannovesimo secolo, ed ora le autorità hanno profuso sforzi per regolare le nuove costruzioni e per nascondere i segni delle successive modifiche. Ad esempio le linee elettrica e telefonica sono interrate, e l'illuminazione stradale è in stile ottocentesco. Le strade come Barber's Alley e Aunt Peggy's Lane sono rimaste strette come erano ai tempi.
Oggi è una città viva e gli edifici storici non fungono solo da musei ma anche da abitazioni, ristoranti, bar e negozi. Al centro si trova King's Square, con il municipio ed il centro informazioni per i turisti. Per le strade si possono trovare delle copie dei vecchi stock (strumenti usati come tortura per la pubblica umiliazione delle persone). Alcuni volontari locali rimettono in scena periodicamente uno spettacolo che ricrea l'atmosfera antica in cui venivano usati.
L'isola Ordnance si trova nel porto di Saint George, a sud di King Square, e si può raggiungere attraverso un piccolo ponte. Vi si trova anche una copia della Deliverance (una delle due navi costruite per permettere il ritorno in Virginia dei primi coloni), ed una statua in bronzo a grandezza naturale del suo comandante, George Somers, creata da Desmond Fountain.
Intorno alla città si trovano numerosi siti archeologici e storici come la Old State House (primo edificio in pietra delle Bermude, costruito nel 1620, e tuttora il più vecchio dell'isola), la Chiesa Incompiuta, il Vecchio Presbiterio, La chiesa di San Pietro (la più vecchia chiesa anglicana dell'emisfero occidentale) ed il Bermuda National Trust Museum.
Nel 2000 la città venne aggiunta ai Patrimoni dell'umanità dell'UNESCO. Nel 1996, la città si gemellò con Lyme Regis, nel Dorset (Inghilterra), luogo di nascita dell'ammiraglio George Somers.